# Биллигхайм
Биллигхайм (нем. Billigheim) — община в Германии, в земле Баден-Вюртемберг. 
Подчиняется административному округу Карлсруэ. Входит в состав района Неккар-Оденвальд.  Население составляет 5742 человека (на 31 декабря 2010 года). Занимает площадь 48,97 км².
Коммуна подразделяется на 5 сельских округов.